# 圣毛罗托里内塞
圣毛罗托里内塞（義大利語：San Mauro Torinese），是意大利都灵省的一个市镇。总面积12.55平方公里，人口19324人，人口密度1539.8人/平方公里（2009年）。ISTAT代码为001249。

## 友好城市
- 法國 米朗德